# Diego Catalán
Diego Catalán Menéndez-Pidal (Madrid, 16 de septiembre de 1928-Madrid, 9 de abril de 2008) fue un filólogo y dialectólogo español, continuador de la Escuela de Filología Española fundada por su abuelo, Ramón Menéndez Pidal.

## Biografía
Catedrático de filología hispánica, fue hijo de Miguel Catalán Sañudo (descubridor de los multipletes) y de Jimena Menéndez-Pidal (cofundadora del Colegio Estudio, al que acudió de niño) y por tanto nieto de los grandes filólogos Ramón Menéndez Pidal y María Goyri, así como uno de los discípulos de su abuelo, gracias a la larga vida del maestro. Como él, fue fundamentalmente medievalista, presidió la Fundación Ramón Menéndez Pidal y ha estudiado en especial el Romancero y las crónicas medievales editando sus textos. Coordinó un gran proyecto, el Romancero panhispánico, que pretende recoger y conservar informáticamente todos los textos y variantes del mismo. 
Propuso la distinción entre dos variedades de español: 
- el atlántico, que, grosso modo, incluye el meridional de España y el americano, y
- el continental, que incluye el del resto de la península.

### Archivo del Romancero
Propietario de los fondos documentales del Archivo del Romancero, que abarcan materiales y obra de investigación filológica e histórica, que han estado siempre a la disposición de los estudiosos en la sede de la Fundación Ramón Menéndez Pidal, centro de investigación y formación de investigadores e hispanistas de todos los países. Recopilados desde finales del siglo XIX hasta hoy, y que, por su riqueza y nivel científico, constituyen un referente patrimonial insustituible para el conocimiento y estudio de la cultura hispánica. 
El Archivo fue considerado parte del "Tesoro Nacional" y, como tal, fue protegido, junto con las obras de arte de máximo valor del Museo del Prado, en la Sede de la Sociedad de Naciones, en Ginebra, durante los años de la Guerra Civil, que Ramón Menéndez Pidal transmitió testamentariamente a su nieto Diego Catalán, que posteriormente enriqueció con otros materiales archivísticos, y ha transmitido reunidos en:

#### 1. Archivo del Romancero Hispánico Menéndez Pidal/Goyri (AMP)
Es una colección de decenas de miles de documentos escritos que abarca tanto el Romancero Antiguo (medieval y Siglo de Oro) como el Romancero de Tradición Oral Moderna (siglo XVIII-XXI).
Reúne textos, partituras, citas, referencias, análisis de su influencia en otros géneros literarios, estudios monográficos, etc., cuya recopilación comenzó el matrimonio Menéndez Pidal/Goyri y fue continuada por Diego Catalán. 
A esta labor contribuyeron, en muy diversos tiempos, instituciones privadas y públicas, nacionales y extranjeras: Junta para Ampliación de Estudios, Hispanic Society of America, Fundación Patxot, Universidad Columbia, Institución Cultural Española de Buenos Aires: Drs. Avelino y Ángel Gurtiérrez, Instituto de Cultura Hispánica, Seminario Menéndez Pidal de la Universidad Complutense (1954-1998), American Council of Learned Societies, University of California. San Diego, National Endowment for the Humanities, Comité Conjunto Hispano-Norteamericano, Ministerio de Cultura de España, Testamentaría de Juan López Suárez, Fundaçao Calouste Gulbenkian, Comisión Asesora Científica y Técnica, Acçao Integrada luso-Espanhola, Dirección General de Investigación Científica y Técnica, Diputación Provincial de León e Instituto Leonés de Cultura, Gobierno Vasco, Memorial Foundation for Jewish Culture, The Canadian Federation for the Humanities, Instituto de Cooperación Iberoamericana, Conservatorio Musical de Segovia, Diputación Provincial de Ciudad Real, Caja Rural de Cuenca y Caja Rural de Ciudad Real, Instituto Nacional de Ciencias Educativas, Consejo Nacional para la Investigación Científica y Técnica (de Argentina), Cámara Municipal de Funchal, Madeira, College of the Holy Cross, Cabildo Insular de El Hierro, Universidad de León, Fundación Ramón Areces, Generalidad de Cataluña, Dirección General de Archivos, Bibliotecas y Museos, Universidad de Coímbra, Junta de Galicia, Asamblea de Extremadura, Diputación de Segovia, Universidad de Cantabria, Dirección General de Relaciones Culturales y Científicas, Fundación Rich. 
En la compilación de los materiales orales colaboraron investigadores y encuestadores de todo el mundo. Su nómina es muy extensa e incluye a personalidades ilustres como autores literarios, músicos y políticos , junto a investigadores renombrados de la filología, la lingüística y el folclore. Aunque el matrimonio Ramón Menéndez Pidal / María Goyri inició la exploración del, hasta entonces desconocido, romancero castellano el año 1900, su Archivo heredó materiales anteriores, de Bartolomé José Gallardo (1825) de Mariano Aguiló y Fuster (desde antes de 1855 a después de 1893), de José Amador de los Ríos (entre 1860 y 1865) de Juan Menéndez Pidal (1881-1884), e incluso alguna versión chilena del siglo XIX, además de versiones manuscritas judeoespañolas de los siglos XVIII y XIX. Ya desde las primeras décadas del siglo XX, Menéndez Pidal contó con la colaboración de múltiples corresponsales de España, América y las comunidades sefardíes de Oriente y Occidente, empezando por Miguel de Unamuno y sus colegas salmantinos. Después, entre los pensionados de la Junta, destacan los filólogos Américo Castro, Tomás Navarro Tomás y Federico de Onís y sobresale la figura del músico y diplomático Manuel Manrique de Lara, futuro presidente de la Comisión de la Sociedad de Naciones para el intercambio de poblaciones tras la última Guerra Balcánica. Entre los recolectores ocasionales se halla Federico García Lorca quien, junto a Jimena Menéndez Pidal, anotaron de su mano versiones de los gitanos del Sacromonte. De los colaboradores extranjeros baste recordar a Max Leopold Wagner, a Fritz Krüger, al gran rabino Mauricio Levy, a K. Schindler, a Julio Vicuña Cifuentes, a Pedro Henríquez Ureña, a José María Chacón y Calvo, a Aurelio M. Espinosa, a Joseph H. Silverman, a Samuel G. Armistead, entre muchos otros. Posteriormente, Diego Catalán organizó, desde el Seminario Menéndez Pidal, la formación de varias generaciones de nuevos encuestadores e investigadores del romancero panhispánico, tanto españoles como extranjeros, y coordinó las relaciones con una amplia gama de especialistas pertenecientes a diversas instituciones dispersas por el mundo.
Como archivo baladístico no hay otro de tal riqueza en el mundo (no ya de las lenguas hispánicas, sino de cualquier otro ámbito lingüístico), ya que los miles de versiones de tradición oral, recogidas durante más de un siglo, las más de ellas inéditas, pertenecen a todas las lenguas y a todos los ámbitos del mundo hispánico: las hay en castellano de todas las comarcas de la Península, de las Islas Canarias y de toda la América de habla española (desde Chile y Argentina, hasta California, Nuevo México, Luisiana, Cuba y Puerto Rico); en judeoespañol (de Marruecos, Orán, Bosnia, Macedonia del Norte, Serbia, Rumanía, Bulgaria, Grecia, Turquía, Chipre, Líbano, Siria, Egipto, Buenos Aires, Nueva York, California, Canadá); en gallego (de Galicia, de la franja de habla gallega en Asturias, León y Zamora y de la emigración), en portugués (de Portugal continental, de Cedillo y Herrera de Alcántara, de las islas atlánticas, de Brasil, de Goa, de California), en catalán (del Principado, del reino de Valencia, del Rosellón, de las Baleares, de Alguer en Cerdeña). 
Entre los textos impresos son de máximo interés las fotografías de originales perdidos (como los pliegos sueltos del Duque de T'Serclaes) o los libritos de cordel judeoespañoles en caracteres hebraicos de varias comunidades del Mediterráneo oriental (algunos de ellos, ejemplar único en el mundo)

#### 2. Archivo Sonoro del Romancero Débora Catalán (ASOR)
Contiene todas las cintas magnéticas grabadas en encuestas e investigaciones de campo. El fondo más importante es el procedente de los proyectos "Edición y análisis de estructuras abiertas: el modelo Romancero" y “Description, Editing and Analysis of the Pan-Hispanic Romancero” de Diego Catalán, patrocinados por el Tratado de Amistad y Cooperación entre España y Estados Unidos y por el National Endowment for the Humanities de Estados Unidos y otras instituciones (1978-1988). A ese fondo se añaden donaciones de diversos colectores: entre ellas destacan las colecciones Purcell (de Açores y Madeira), Felipe (Canarias) y Pedrosa (España peninsular).

#### 3. Archivo de la Lengua Española y Lenguas Circunvecinas
Alberga todos los ficheros y el material científico utilizado por Ramón Menéndez Pidal para la elaboración de su obra magna Historia de la Lengua Española, cuya edición póstuma (prontamente agotada) vio la luz en 2005 y la 2.ª en 2007, y asimismo de sus demás publicaciones lingüístico-literarias . Constituyen este fondo , además de documentos lingüísticos medievales, y los borradores y originales de las obras pidalinas, miles de fichas, artículos, notas e investigaciones que abarcan los campos de la etimología, geografía lingüística, dialectología, paleografía y diplomática e historia de la literatura.
Los principales ficheros, estructurados por Menéndez Pidal, son el de Historia de la lengua común y literaria, el de Gramática, el de Léxico, el de Toponimia y Antroponimia, el de Sufijos prelatinos y el del dominio románico astur-leonés (que incluye materiales de las encuestas de campo inéditas de Menéndez Pidal y sus discípulos). Los hay también de Temas de la poesía lírica, de Motivos narrativos, de Retórica y Métrica. Otro grupo de fondos importantes son las colecciones antológicas de Documentos lingüísticos (de diversas regiones) y de textos manuscritos de carácter literario para la Crestomatía del español antiguo y los de Dialectología y Geografía lingüística reunidos por Menéndez Pidal y colaboradores.
A los ficheros pidalinos hay que añadir los ficheros estructurados por Rafael Lapesa para la elaboración del Glosario del primitivo léxico iberorrománico.

#### 4. Archivo de Historiografía Peninsular y Épica
Reúne una ingente cantidad de textos en fotografía, microfilm y copias manuscritas de obras medievales cuyos diversos manuscritos se hallan dispersos en múltiples bibliotecas del mundo, junto con anotaciones y estudios manuscritos de Menéndez Pidal, Antonio Solalinde y Diego Catalán. Ha servido como base de las publicaciones sobre Historiografía medieval castellana, portuguesa, aragonesa, navarra, catalana e hispano-árabe, sobre Historia medieval hispana, y sobre Épica española de Ramón Menéndez Pidal, Luis Felipe Lindley Cintra, Diego Catalán, y otros investigadores, y de los diez volúmenes de la serie "Fuentes cronísticas de la Historia de España".

#### 5. Archivo cultural de fines delsigloXIXy primera mitad delsigloXX
Correspondencia de carácter científico e institucional que Ramón Menéndez Pidal mantuvo con investigadores y personalidades de la cultura española e internacional durante este período: Gaston Paris, Américo Castro, Antonio Solalinde, Amado Alonso, Joan Corominas, Alfred Morel-Fatio o Martín de Riquer, etc.

#### 6. Archivo de los Laboratorios Humanísticos
Incluye la documentación y correspondencia reunida por Diego Catalán y depositada en la Fundación referente a los años en que fue director de Investigaciones, primero, y, después, Director del “Seminario Menéndez Pidal”.
Este fondo revela la “intrahistoria” administrativa, institucional y académica que hizo posible la existencia y continuidad de la Casa Menéndez Pidal como centro de investigación y formación de reconocido prestigio. 

#### 7. Archivo de Materiales y Obras para el conocimiento de la Historia de la Cultura Hispánica
Conjunto documental de investigaciones anejas que acompañaba la obra pidalina: cabe destacar, por su categoría científica, los ficheros de María Goyri y los ficheros de Juan Menéndez Pidal sobre literatura, historia, personajes históricos y literarios y lingüística.

#### 8. Archivo Miguel A. Catalán
La documentación referente a Miguel Catalán Sañudo, objeto de consulta para los estudiosos del despertar científico de España en las primeras décadas del siglo XX. 
Su trabajo para preservarlos como patrimonio de la Humanidad es el legado que recibe y continúa la Fundación Ramón Menéndez Pidal.
Su última obra ha sido "La enigmática carta del Embajador, 28 de mayo / 6 de junio de 1562" (en imprenta), cuyo Prólogo publicó en la bitácora "En defensa del Olivar de Chamartín"

## Obras
- Poema de Alfonso XI: fuentes, dialecto, estilo, Madrid: Gredos, 1953
- La escuela lingüística española y su concepción del lenguaje, Madrid, 1955.
- De Alfonso X al Conde de Barcelos: cuatro estudios sobre el nacimiento de la historiografía romance en Castilla y Portugal, Madrid: Gredos, 1962
- Siete siglos de Romancero. (historia y poesía), Madrid: Gredos, 1969
- Por campos del romancero: estudios sobre la tradición oral moderna. Madrid: Gredos, 1970.
- La Tradición oral manuscrita en la "Crónica de Alfonso XI", Madrid: Gredos, 1974
- Lingüística íbero-románica : crítica retrospectiva, Madrid: Gredos, 1974

- Diego Catalán et al., CGR : el. romancero pan-hispánico: catálogo general = the pan-hispanic ballad: general descriptive catalogue = Catálogo general del romancero = Teoría general y metodología del romancero pan-hispánico Madrid: Seminario Menéndez Pidal, 1983 1984
- El Español: orígenes de su diversidad, Madrid : Paraninfo, 1989
- Con Álvaro Galmés de Fuentes, Las lenguas circunvecinas del castellano: cuestiones de dialectología hispano-románica, Madrid: Paraninfo, 1989
- Con Mariano de la Campa y Débora Catalán Romancero general de León: antología 1899-1989, Madrid: Editorial de la Universidad Complutense, 1991, 2 vols.
- La Estoria de España de Alfonso X: creación y evolución, Madrid: Castalia, 1992
- De la silva textual al taller historiográfico alfonsí : códices, crónicas, versiones y cuadernos de trabajo, Madrid: Fundación Ramón Menéndez Pidal, 1997
- Arte poética del Romancero oral: los textos abiertos de creación colectiva, Madrid: Siglo XXI de España, 1997-1998
- El archivo del romancero: historia documentada de un siglo de historia(dos tomos), Madrid : Fundación Ramón Menéndez Pidal, 2001
- La épica española: nueva documentación y nueva evaluación, Madrid: Fundación Ramón Menéndez Pidal, 2001
- El Cid en la historia y sus inventores, Madrid : Fundación Ramón Menéndez Pidal, 2002
- "Rodericus” romanzado, en los reinos de Aragón, Castilla y Navarra, con la colaboración de Enrique Jérez, Madrid: Fundación Ramón Menéndez Pidal, 2005.
- Edición y notas de Historia de la lengua por Ramón Menéndez Pidal,(I tomo); Una catedral para una lengua. Introducción a la Historia de la lengua española de Menéndez Pidal (II tomo), Madrid: Fundación Ramón Menéndez Pidal y Real Academia Española, 2005 y 2006